# Circuit du Westhoek-Mémorial Stive Vermaut
Le Circuit du Westhoek-Mémorial Stive Vermaut (en néerlandais : Omloop van de Westhoek-Memorial Stive Vermaut) est une course cycliste belge disputée chaque année au mois de mars autour de la ville d'Ichtegem, dans la province de Flandre-Occidentale. Elle est organisée par le KVC Ichtegem Sportief. Disputée par des coureurs hommes élites sans contrat et espoirs jusqu'en 2017, elle devient une course féminine en 2018 à l'occasion de sa 54e édition. Elle fait partie depuis cette date du calendrier de l'Union cycliste internationale, en catégorie 1.2 en 2018, puis 1.1 en 2019.
Elle porte le nom de « Memorial Stive Vermaut » depuis 2005, afin de rendre hommage à Stive Vermaut, coureur professionnel ayant grandi à Ichtegem et mort l'année précédente.
L'édition 2020 est annulée à cause de l'épidémie de maladie à coronavirus,.

## Palmarès de l'épreuve masculine
| Année     | Vainqueur              | Deuxième                  | Troisième                 |
| --------- | ---------------------- | ------------------------- | ------------------------- |
| 1955      | Gabriel Borra          | Marcel Ongenae            | Werner Vanhaecke          |
| 1956      | Roger Beke             | Willy Desmet              | Roger Soenens             |
| 1957      | Marcel Seynaeve        | Hector Sabbe              | Roger Beke                |
| 1958      | Albert Daenekynt       | Georges Van Maeckelberghe | F. Rousseau               |
| 1959-1960 | Pas organisé           |                           |                           |
| 1961      | Rom. De Gruyter        | Yvan Covent               | Léon Vergauwen            |
| 1962      | Georges Vandenberghe   |                           |                           |
| 1963      | Bernard Maertens       | Willy Vanheste            | Etienne Van Vlierberghe   |
| 1964      | Guido Reybrouck        | Etienne Mattheus          | Camiel Vyncke (nl)        |
| 1965      | Hubert Criel           | Donaat Himpe              | Remi Van Vreckom (nl)     |
| 1966      | Wim Dubois             | Herman Decan              | Robert Legein             |
| 1967      | Jos Van Mechelen       | Robert Legein             | Gilbert Verlinde          |
| 1968      | Cees Rentmeester (nl)  | Pol Mahieu                | Eddy Museeuw              |
| 1969      | Roland Callewaert      | Daniel Verplancke         | Marc Desmet               |
| 1970      | Pas organisé           |                           |                           |
| 1971      | Gilbert Eeckhout       | Gérard Olbe               | Eddy Ronquetti            |
| 1972      | Freddy Maertens        | Michel Pollentier         | Fons van Katwijk          |
| 1973      | Bas Hordijk            | Mich. Dragin              | Lieven Malfait            |
| 1974      | Pas organisé           |                           |                           |
| 1975      | Jean-Luc Vandenbroucke | Gaby Minneboo             | Ronny Bossant             |
| 1976      | Eddy Vanhaerens        | Toine van den Bunder      | Wilfried Vyncke           |
| 1977      | Toine van den Bunder   | Frank Hoste               | Bernard Huyghe            |
| 1978      | Walter Schoonjans      | Dirk Vermeersch           | Freddy Tanghe             |
| 1979      | Johan Denijs           | Werner Devos              | Bernard Huyghe            |
| 1980      | Alain Van Hoornweder   | Eric Borra                | Christian Vannieuwenhuyse |
| 1981      | Johan Denijs           | Hedwig Maes               | Patrick Vanvyaene         |
| 1982      | Eric Wuytack           | Chris Capelle             | Pieter Verhaeghe          |
| 1983      | Patrick Verplancke     | Gino Knockaert            | Rudy Van Gheluwe          |
| 1984      | Roger Lemmens          | Peter Spaenhoven (nl)     | Marc Versluys             |
| 1985      | Jan Mattheus           | Rudy De Keyzer            | Jos Roovers               |
| 1986      | Johan Museeuw          | Peter Huyghe              | Patrick Verplancke        |
| 1987      | Pas organisé           |                           |                           |
| 1988      | Jan Mattheus           | Reginald Vandamme         | Walter De Veerman         |
| 1989      | Reginald Vandamme      | Geert De Buck             | Stefaan Vermeersch        |
| 1990      | Danny Nelissen         | Willy Willems             | Eric De Clercq            |
| 1991      | Danny Daelman          | Tom Steels                | Niels Boogaard            |
| 1992      | Sean Way               | Danny Daelman             | Danny Sleeckx             |
| 1993      | Didier Priem           | Stefaan Vermeersch        | Roger Vaessen             |
| 1994      | Frank Høj              | Stefaan Vermeersch        | Patrick Van Daele         |
| 1995      | Danny Jonckheere       | Yoeri Wandels             | Pascal Lievens            |
| 1996      | Jurgen Vermeersch (nl) | Jan Mattheus              | Danny Jonckheere          |
| 1997      | Pascal Lievens         | Jan Mattheus              | Jurgen Vermeersch (nl)    |
| 1998      | Kurt Dewulf            | Nico Strynckx             | Sébastien Van den Abeele  |
| 1999      | Mario Raes             | Pascal Lievens            | James Vanlandschoot       |
| 2000      | Jurgen De Buysschere   | Patrick Cocquyt           | Steven De Champs          |
| 2001      | Patrick Cocquyt        | Igor Abakoumov            | Lars Vantournhout         |
| 2002      | Tim Lenaers            | Patrick Cocquyt           | Jurgen Deceuninck         |
| 2003      | Nico Kuypers           | Steven De Schamp          | Jurgen Vermeersch (nl)    |
| 2004      | Nico Kuypers           | Jurgen Van Loocke (nl)    | Mario Willems             |
| 2005      | Nico Kuypers           | Jarno Van Mingeroet (de)  | Gerdy Ververken           |
| 2006      | Steven Vanden Bussche  | Dirk Clarysse             | Geert Vermoote            |
| 2007      | Gerdy Ververken        | Jonas Reybrouck           | Nico Savat                |
| 2008      | Pas organisé           |                           |                           |
| 2009      | Joeri Clauwaert (de)   | Werner Vandromme          | Stijn Minne               |
| 2010      | Sven Jodts             | Kevin Maene               | Martijn Debaene           |
| 2011      | Nielsen Raedt          | Dries Depoorter           | Thomas Ongena             |
| 2012      | Jens Wallays           | Brian van Goethem         | Jo Maes                   |
| 2013      | Jens Wallays           | Jo Maes                   | Nielsen Raedt             |
| 2014      | Joeri Calleeuw         | Michael Cools             | Steven Caethoven          |
| 2015      | Stijn Minne            | Jan Logier                | Gianni Marchand           |
| 2016      | Jo Maes                | Stijn Minne               | Arjen Livyns              |
| 2017      | Joren Touquet          | Jens Vandenbogaerde       | Johan Hemroulle           |

## Palmarès de l'épreuve féminine
| Année | Vainqueur                                                | Deuxième                                                 | Troisième                                                |
| ----- | -------------------------------------------------------- | -------------------------------------------------------- | -------------------------------------------------------- |
| 2018  | Floortje Mackaij                                         | Lorena Wiebes                                            | Marjolein Van't Geloof                                   |
| 2019  | Annulée en raison du vent                                | Annulée en raison du vent                                | Annulée en raison du vent                                |
| 2020  | Annulée en raison de l'épidémie de maladie à coronavirus | Annulée en raison de l'épidémie de maladie à coronavirus | Annulée en raison de l'épidémie de maladie à coronavirus |
| 2021  | Christine Majerus                                        | Amy Pieters                                              | Thalita de Jong                                          |